# Tunjice
Tunjice so naselje (in istoimenski zaselek), ki spada pod občino Kamnik.
Zaselek Tunjice, skupaj z zaselki Tunjiška Mlaka, Laniše in delom Košiš,  sestavlja večjo vas, ki se prav tako imenuje Tunjice.

## Lega
Tunjice so v jedru obcestno naselje zahodno od Kamnika, v vznožju Kamniško-Savinjskih Alp, v porečju Tunjščice med Kamnikom, Komendo, Sidražem, Stolnikom, Podgorjem in Cerkljami na Gorenjskem.

## Krajevne znamenitosti
Tunjice z okolico se ponašajo s tremi znamenitostmi:
- fosili v kamenini peščenega laporja iz miocenskega obdobja
- naravni Zdravilni gaj - izvir » vode« in centrov naravnega sevanja
- na 476 m visokem Bukovem griču stoječa božjepotna poznobaročna župnijska cerkev sv. Ane, z razgibano fasado in dvema zvonikoma, ki jo je dal med 1762 in 1766 zgraditi komendski župnik Peter Pavel Glavar.

## Geologija
Prva znamenitost Tunjic, izjemno najdišče fosilov, je predstavljena v Prirodoslovnem muzeju Slovenije. To izjemno najdišče fosilov je bilo najdeno v Tunjiškem gričevju. Geologi so med raziskovanjem tega zanimivega področja našli najstarejše fosilne morske konjičke na svetu, fosilne žuželke, fosilno meduzo in še mnogo drugih redkih in izjemnih fosilov.
Že leta 1997 so v srednjemiocenskih plasteh Tunjiškega gričevja odkrili edinstveno nahajališče fosilov v Sloveniji, kjer so se ohranili tudi tako občutljivi organizmi kot so žuželke in meduze. V letih 2005 in 2006 so sistematične raziskave nahajališča prinesle odkritje stotin fosilnih žuželk, cvetov miocenskih cvetnic, množice fosilnih rib in redkih meduz. Najzanimivejše najdbe so najstarejši morski konjički na Zemlji - ena izmed predhodnih oblik v razvoju med morskimi šili in današnjimi morskimi konjički. Okoli 12,5 milijonov let stare fosilne ostanke so našli marljivi zbiralci fosilov in dobri poznavalci okoliških plasti Tomaž Hitij, Matija Križnar in Jure Žalohar. 
V srednjem miocenu se je na območju današnjega Tunjiškega gričevja odložilo zanimivo zaporedje drobnozrnatih sedimentov in kot pravijo strokovnjaki, so danes to plasti meljevca in laporovca, v katerem se je poleg številnih polžkov in školjk nenavadna in čudovita združba fosilov. Med vsemi najdbami sta najpomembnejši najdbi morskih konjičkov Hippocampus sarmaticus in Hippocampus slovenicus. Morska konjička iz koprolitnega horizonta sta s svojimi okoli 12,5 milijonov let starosti za okoli 7 milijonov let starejša, od doslej najstarejših dokumentiranih fosilnih morskih konjičkih najdenih v Italiji.

## Izvor krajevnega imena
Krajevno ime je verjetno izpeljano iz starocerkvenoslovanske besede tun'e v pomenu zastonj, oziroma tun'ь v pomenu zastonjski, podarjen. Če je domneva pravilna, je ime prvotno pomenilo podarjeno zemljišče. V arhivskih zapisih se kraj omenja leta 1306 kot Tevnicz, 1397 Tewnicz, 1405 Tewcz in 1499 kot Teynitz. 